# Vendsyssel FF
Vendsyssel FF – duński klub piłkarski, mający siedzibę w mieście Hjørring, na północy kraju.

## Historia
Chronologia nazw:
- 24.06.2013: Vendsyssel FF

Klub piłkarski Vendsyssel FF został założony w Hjørring 24 czerwca 2013 roku w wyniku fuzji klubów FC Hjørring i Frederikshavn fI. W sezonie 2013/14 zespół debiutował w pierwszej lidze. 3 marca 2014 roku Frederikshavn oficjalnie ogłosił, że wychodzi ze stowarzyszenia na wysokim szczeblu, ale zamierza kontynuować współpracę na poziomie młodzieżowym. Po zakończeniu sezonu klub uplasował się na 9. pozycji. W następnych dwóch sezonach był już czwartym. W sezonie 2016/17 zajął drugą lokatę ale w meczach play-off przegrał z przedstawicielem Superligi. W sezonie 2017/18 zajął trzecie miejsce ligowe, a potem w meczach play-off zwyciężył z Lyngby BK i został promowany do Superligi. W następnym sezonie zespół wrócił do 1. division. W sezonie 2024/25 Vendsyssel spadł do 2. division.

## Stadion
Klub rozgrywa swoje mecze domowe na stadionie Nord Energi Arena w Hjørring, który może pomieścić 7500 widzów.

## Obecny skład
Stan na 11 września 2024
| Nr | Poz. | Piłkarz                                    |
| -- | ---- | ------------------------------------------ |
| 1  | BR   | Lasse Schulz                               |
| 2  | OB   | Gustav Mortensen (wypożyczony z Lyngby BK) |
| 3  | OB   | Philip Rejnhold                            |
| 4  | OB   | Mikkel Lassen                              |
| 5  | OB   | Mads Greve                                 |
| 6  | PO   | Frederik Børsting                          |
| 7  | NA   | Lucas Jensen (kapitan)                     |
| 8  | PO   | Ayo Simon Okosun                           |
| 9  | NA   | Lasse Steffensen                           |
| 10 | NA   | Magnus Kaastrup                            |
| 11 | PO   | Marcus Hannesbo                            |

| Nr | Poz. | Piłkarz               |
| -- | ---- | --------------------- |
| 16 | BR   | Magnus Worsøe Nielsen |
| 17 | PO   | Kasper Kusk           |
| 19 | OB   | Benjamin Clemmensen   |
| 20 | PO   | Oscar Øhlenschlaeger  |
| 22 | PO   | Rasmus Thellufsen     |
| 23 | NA   | Adam Ahmad            |
| 27 | OB   | Mathias Haarup        |
| 29 | PO   | Victor Ekani Mpindi   |
| 34 | OB   | Omar Jebali           |
| 49 | NA   | Shanyder Borgelin     |
| 73 | OB   | Mads Nybo Lauritsen   |

### Zawodnicy wypożyczeni do innych klubów
Stan na 11 września 2024
| Nr | Poz. | Piłkarz                                          |
| -- | ---- | ------------------------------------------------ |
|    | NA   | Zean Dalügge (w B36 Tórshavn do 31 grudnia 2024) |

## Trenerzy
Opracowano na podstawie:
- Jacob Krüger (10 maja 2009 – 31 grudnia 2009)
- Thomas Thomasberg (1 stycznia 2010 – 30 czerwca 2010)
- Kim Poulsen (1 lipca 2010 – 26 kwietnia 2011)
- Jacob Krüger (tymcz.) (27 kwietnia 2011 – 6 maja 2011)
- Ove Christensen (7 maja 2011 – 30 czerwca 2011)
- Boye Habekost (15 lipca 2011 – 22 marca 2012)
- Henrik Lehm (26 marca 2012 – 30 czerwca 2012)
- Søren Kusk (1 lipca 2012 – 30 czerwca 2014)
- Ove Christensen (1 lipca 2014 – 23 kwietnia 2016)
- Jacob Krüger (tymcz.) (23 kwietnia 2016 – 30 czerwca 2016)
- Joakim Mattsson (1 lipca 2016 – 13 lutego 2017)
- Erik Rasmussen (13 lutego 2017 – 8 maja 2018)
- Jens Berthel Askou (8 maja 2018 – 20 maja 2019)
- Peter Enevoldsen (tymcz.) (20 maja 2019  – 30 czerwca 2019)
- Johnny Mølby (1 lipca 2019  – 15 lipca 2020)
- Lasse Stensgaard (15 lipca 2020  – 14 grudnia 2020)
- Michael Schjønberg (16 grudnia 2020 – 30 czerwca 2021)
- Henrik Pedersen (2 lipca 2021 – 20 października 2023)
- Bo Zinck (3 listopada 2023 – 30 września 2024)
- Thomas Thinggaard (tymcz.) (30 września 2024 – 27 października 2024)
- Mads Kristensen (28 października 2024 – )